# Molonglo
La Molonglo (en anglais : Molonglo River) est une rivière australienne de Nouvelle-Galles du Sud qui traverse la capitale fédérale Canberra.

## Géographie
D'une longueur de 115 km, elle prend sa source en Nouvelle-Galles du Sud sur le versant ouest de la cordillère australienne dans la forêt de Tallangada à 1 130 mètres d'altitude. Elle coule d'abord vers le nord puis tourne vers le nord-ouest dans les faubourgs de Queanbeyan où elle reçoit son principal affluent, la Queanbeyan River. Elle traverse ensuite la capitale fédérale où son cours est barré par le Barrage Scrivener pour former le lac Burley Griffin. Elle va finalement se jeter dans le Murrumbidgee au nord-ouest de Canberra.